# Гусеница (Алиса у земљи чуда)
Гусеница (такође позната као гусеница која пуши наргилу ) је измишљени лик који се појављује у књизи Луиса Керола из 1865. Алиса у земљи чуда.

## У књигама
Уведен у четвртом поглављу („Зец шаље малу новчаницу“) и главни центар интересовања поглавља V („Савет од гусенице“), Гусенија тачно три инча висока (висина, врлине од чега брани против Алисине жалбе). Алис не воли Гусеницу када се први пут сретну, јер он не разговара одмах са њом, а када то учини, то су обично кратке, прилично грубе реченице, или тешка питања.
Оригинална илустрација Џона Тенијела је нешто попут визуелног парадокса, где се чини да је људско лице гусенице формирано од главе и ногу натуралистичке гусенице.

## У осталим медијима
Гусеница се појављује на неколико других места ван Алисе у земљи чуда :
- Гусеница се појавила у роману Ратови у огледау и игра улогу пророчишта.
- У мини серији СиФи-евој ТВ серији Алиса, Гусеница је вођа подземног отпора "Краљица срца".
- У епизоди ТВ емисије "Мердокове мистерије" „Мердок у земљи чуда“, насловни лик је оптужен за убиство након костимиране забаве са темом „Алиса у земљи чуда“. Домаћин, Constance Gardenier, облачи се као Гусеница.
- Гусеница се појавила у видео игрици American McGee's Alice и њеном наставку  Alice Madness Returns, чији глас је дао Јарион Монро. Он је најмудрији становник у земљи чуда и даје смернице Алиси у обе игре.
- Гусеница се појављује као камео у Сунсофтовој мобилној игрици  Alice's Warped Wonderland (歪みの国のアリス, Yugami no kuni no Arisu, Alice in Distortion World). Гусеница се појављује само у једној грани сценарија лоших завршница, упозоравајући Арико („Алиса“ из игре) да је Чеширски мачак постао опасан, али га Чеширски мачак убрзо згњечи на смрт. Гусеница има облик минијатурног човека у зеленој врећи за спавање.[2][3]
- У неколико прича Марвел Комикса у којима се појављује Доктор Стрејнџ, магични ентитет Агамото се појавио у облику који подсећа на Гусеницу.
- У хорор цроссовер филму из 2003. Фреди против Џејсона, Фреди Кројгер узима облик Гусенице и пуши наргилу у Фрибурговом сну.
- У једној епизоди Ouran High School Host Club под називом „Haruhi in Wonderland“, Кјоја Отори је обучена као Гусеница.

### Дизни филм
Његова незаборавна фраза је дахтана "Whooo ... are ... you?". У Дизнијевом анимираном филму ова линија је визуализована као издисаји дима у облицима „О”, „Р” и „У”. Алис у оригиналној причи примећује да ће се Гусеница једног дана претворити у лептира, а и у телевизијском филму из 1999. иу Дизнијевој верзији из 1951. он то чини у Алисином присуству. Глас му даје Ричард Хајдн .
Гусеница у Дизнијевом филму је плаво створење које, као и у оригиналној Кероловој причи, пуши наргилу. На њега се гледа као на веома отворен лик јер често виче на Алис током сцена у којима се обоје појављују. Дува Алиси у лице и када јој затреба помоћ он је игнорише. Он је прилично зао лик који Алиси пружа малу или никакву помоћ и на крају је још више збуњује док је заробљена у Земљи чуда. Затим је игнорише и претвара се у лептира и одлепрша не марећи да ли ће Алиса успети да изађе жива или не. Такође јој даје упутства да поједе печурку, али не каже шта она ради, што је доводи у могућу опасност. Накратко се појављује током друге посланичке трке. Поново се појављује последњи пут током завршне потере, још увек у облику лептира, али још једном пушећи наргилу.

### Филмови Тима Бартона
Алан Рикман даје глас Гусеници, која се у овој адаптацији зове Абсолем. Рикман је снимљен док је снимао свој глас у студију, али његово лице није било састављено на лице лика како је првобитно планирано.
У филму се појављује пет пута. Први пут је изван Земље чуда, када младић по имену Хамисх Асцот спрема да запроси Алису и она примети плаву гусеницу на његовом рамену. Други пут је када Бели зец, Твидледум и Твидледи, Пух Малимкун и Додо разматрају Алисин идентитет и консултују га. Абсолем се појављује у густом облаку дима од наргиле, који дува на Алису. Поново се појављује након што Алиса стигне код Беле краљице, и поново да подсетим Алису на њену претходну посету Земљи чуда. Овај пут двапут пуше дим у њу, а Алиса га замоли да престане. На крају филма, Абсолем се, као лептир, појављује на Алисином рамену док креће за Кину.
Рикман понавља улогу у Алиси иза огледало (2016), иако остаје лептир, водећи Алис до портала у огледалу у Подземљу и обавештавајући је да ствари захтевају њену хитну пажњу. Неће га поново видети до краја филма, али игра камео у шпицама. Ово је уједно био и његов последњи филмски наступ и филм је посвећен његовом сећању.

## Једном давно
- Гусеница се појављује у епизоди "Једном давно", којој глас даје Роџер Далтр .
- Гусеница се појављује у епизоди "Једном давно у Земљи чуда" "Не заборави ме" коју је изразио Иги Поп, где он управља састанком за трансакције криминалних послова. Алиса га два пута консултује за помоћ у сопственој авантури.